# Supertoskaner

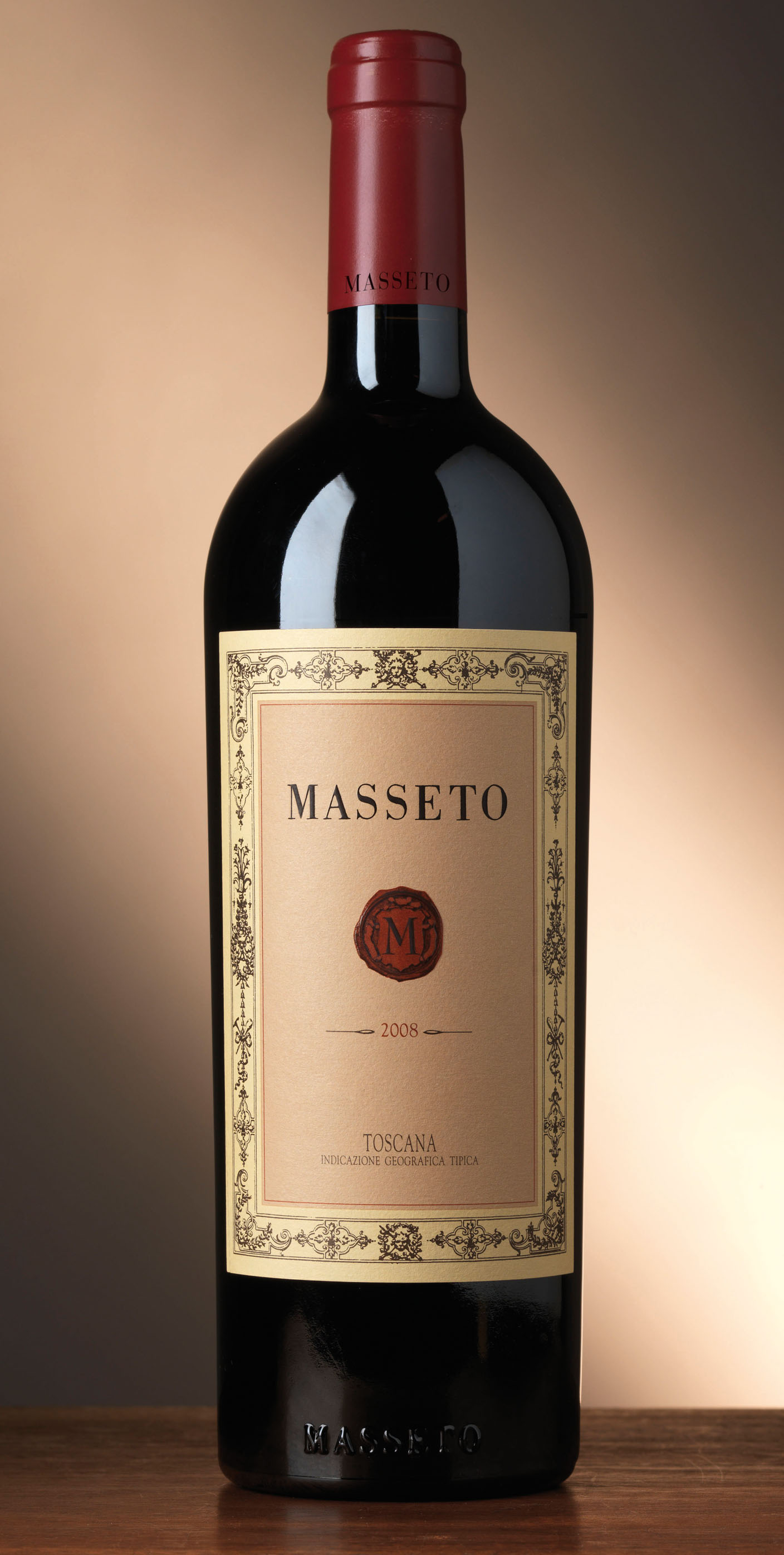
„Masseto“, IGT Toscana, ein „Supertoskaner“ von Ornellaia

Supertoskaner (oder Supertuscan) ist eine nicht offizielle Kategorie toskanischer Weine, die keinen DOC- oder DOCG
-Status besitzen, meist aber den Anspruch erheben, das Niveau der Qualitätsweine zu erreichen oder zu übertreffen.
Die Bezeichnung wurde durch den anglo-amerikanischen Weinjournalismus geprägt, da es kein einheitliches Weinprofil gibt, eher ein Marktsegment, das auch im Italienischen Supertuscan genannt wird. Das wesentliche Merkmal dieser Kategorie ist die bewusste Annäherung an einen international gängigen und kommerziell erfolgreichen Weinstil.
Obwohl es auch Weißweine gibt, die als Supertoskaner bezeichnet werden, meint der Begriff in erster Linie Rotweine. Supertoskaner wurden jahrelang als Tafelwein (Vino da Tavola) vermarktet, bis 1992 die neue italienische Qualitätsweinkategorie Indicazione Geografica Tipica (IGT) geschaffen wurde, in die sie heute eingeordnet werden.

## Geschichte und Auswirkungen
Ihren Ursprung haben die Supertoskaner Anfang der 1970er Jahre unter maßgeblicher Beteiligung des florentinischen Weinhauses Marchesi Antinori. Der damalige Inhaber Marchese Piero Antinori revolutionierte in Zusammenarbeit mit dem Önologen Giacomo Tachis den toskanischen Weinbau.
In der historischen Kernzone des Chianti-Gebiets produzierte Antinori einen Wein, dessen Herstellung sich nicht dem Produktionsreglement des Chianti Classico unterwarf. Er war überzeugt davon, dass die damaligen DOC-Bestimmungen ein zu enges Korsett darstellten, um Rotweine produzieren zu können, die seinen Qualitätsvorstellungen entsprachen. Auf dem 57 ha großen Weinberg Tignanello nahe dem Dorf Montefiridolfi wurden die Trauben angebaut, aus denen der gleichnamige Wein gekeltert und als 1971er Jahrgang erstmals vermarktet wurde. Für den Tignanello reduzierte Antinori den damals obligaten Anteil weißer Rebsorten und baute ihn in den zu dieser Zeit in Italien unüblichen Barriques aus. Später verzichtete er auf den Zusatz weißer Trauben und verwendete für die Assemblage auch die internationalen Rebsorten Cabernet Sauvignon und Cabernet Franc. Die hauptsächlich verwendete Rebsorte für den Tignanello war jedoch immer Sangiovese.
Fast zeitgleich vermarktete das Weinhaus Antinori den Sassicaia. Dieser wurde in Bolgheri von der Tenuta San Guido ausschließlich aus den französischen Rebsorten Cabernet Sauvignon und Cabernet Franc produziert. Inhaber dieses Weingutes war Marchese Mario Incisa della Rocchetta, ein Cousin Piero Antinoris. Der Sassicaia begann in den 1940er Jahren als Experiment in einer Zone, die außerhalb der anerkannten Weinzonen lag und überdies aus internationalen Rebensorten gekeltert wurde. Leitbild dieses Experimentes waren die Weine des Bordeaux, und ursprünglich war der Sassicaia nur für den privaten Verbrauch gedacht. Piero Antinori vermarktete diesen Wein ab dem Jahrgang 1968 und übernahm mit dem Önologen Giacomo Tachis für einige Zeit auch die Verantwortung für seine Produktion.
Die Entwicklung dieser beiden Weine erfolgten in einer wirtschaftlichen schwierigen Zeit für den Chianti, der auf dem internationalen Weinmarkt nicht wertgeschätzt wurde und sich in einer Qualitäts- und Absatzkrise befand. Da diese Weine nicht nach den damals gültigen DOC-Produktionsregeln hergestellt wurden, mussten sie als „Vino da Tavola“ vermarktet werden. Dessen ungeachtet waren sowohl der wirtschaftliche Erfolg als auch die weltweite Reputation enorm. In den USA wurde diese Weine als Supertuscans bezeichnet, woraus sich die deutsche Bezeichnung Supertoskaner ableitete.
Die Supertoskaner waren lange Zeit das Leitbild der internationalen Weinkritik, die sich mit italienischen Weinen beschäftigte und hatten somit auch große Auswirkung auf die Entwicklung und Rezeption anderer italienischer Weine wie dem Barolo oder dem Brunello di Montalcino. Der Sassicaia und der Tignanello zeigen wichtige Merkmale, die für viele Supertoskaner kennzeichnend sind:
- Die Verwendung internationaler Rebsorten, deren Auswahl hauptsächlich durch Bordeaux-Weine beeinflusst ist.
- Der Ausbau in Barriques, um sich einem internationalen Geschmacksbild anzupassen.[6]

Diese Weine sind zum Vorbild für eine ganze Reihe weiterer Supertoskaner geworden, die mittlerweile in der gesamten Region produziert werden. Unter diesen sind bekannt: Solaia, Le Pergole Torte, Ornellaia, Masseto, Cepparello, Flaccianello, Solengo und Guado al Tasso.

## Kritik
In der Literatur herrscht Einigkeit darüber, dass die Supertoskaner sowohl das Qualitätsniveau als auch den kommerziellen Erfolg italienischer Weine positiv beeinflusst, vielleicht sogar revolutioniert haben. So haben die Erfolge des Sassicaia gezeigt, dass Italien in der Lage ist, Weine von internationalem Format zu produzieren.
Auf der anderen Seite stellen diese Weine individualistische Experimente dar, die sich bewusst außerhalb der gängigen Produktionsregeln stellen. Es finden sich Weine, die aus 100 % Sangiovese oder einem Bordeaux-Verschnitt (Cabernet Sauvignon, Cabernet Franc, Merlot) in allen erdenklichen Mischungsverhältnissen hergestellt werden. Es fehlt somit ein einheitliches identitätsstiftendes Geschmacksbild, und dies stellt die Weinszene vor Probleme, die sich ähnlich auch bei den Neue-Welt-Weinen zeigten – das Fehlen einer historischen und herkunftsbezogenen Identität, die der Begriff „Terroir“ immer schon beinhaltet hat.
Ein weiterer Kritikpunkt ist der Einsatz von Barriques, um das Geschmacksbild einem internationalen Publikum zugänglich zu machen. So unterschiedlich die Zusammensetzung der Rebsorten auch sein mag, der Einsatz neuen Holzes ist ein verbindendes Merkmal der Supertoskaner. So wird ein Weinstil imitiert, für den die Namen Michel Rolland und Robert Parker symbolisch stehen. Nicht zuletzt stellen diese Weine bis heute ein Problem für die Vermarktung des Chianti dar, da bei vielen Chianti-Weingütern an der Spitze der Preis- und Qualitätshierarchie kein geschützter Qualitätswein, sondern ein IGT-Wein steht. So finden sich in der Weinliteratur heute Stimmen, die dem Phänomen Supertoskaner kritisch gegenüberstehen und sie als „Möchtegern-Neue-Welt-Weine“ (New world wannabes) und „Bordeaux-Imitate“ bezeichnen.